# Municipio de Montague (Nueva Jersey)
El municipio de Montague (en inglés: Montague Township) es un municipio ubicado en el condado de Sussex en el estado estadounidense de Nueva Jersey. En el año 2000 tenía una población de 3,412 habitantes y una densidad poblacional de 30 personas por km².

## Geografía
El municipio de Montague se encuentra ubicado en las coordenadas 41°18′13″N 74°44′57″O / 41.30361, -74.74917.

## Demografía
Según la Oficina del Censo en 2000 los ingresos medios por hogar en el municipio eran de $45,368 y los ingresos medios por familia eran $50,833. Los hombres tenían unos ingresos medios de $39,569 frente a los $25,221 para las mujeres. La renta per cápita para la localidad era de $20,676. Alrededor del 12% de la población estaba por debajo del umbral de pobreza.